# Куметр

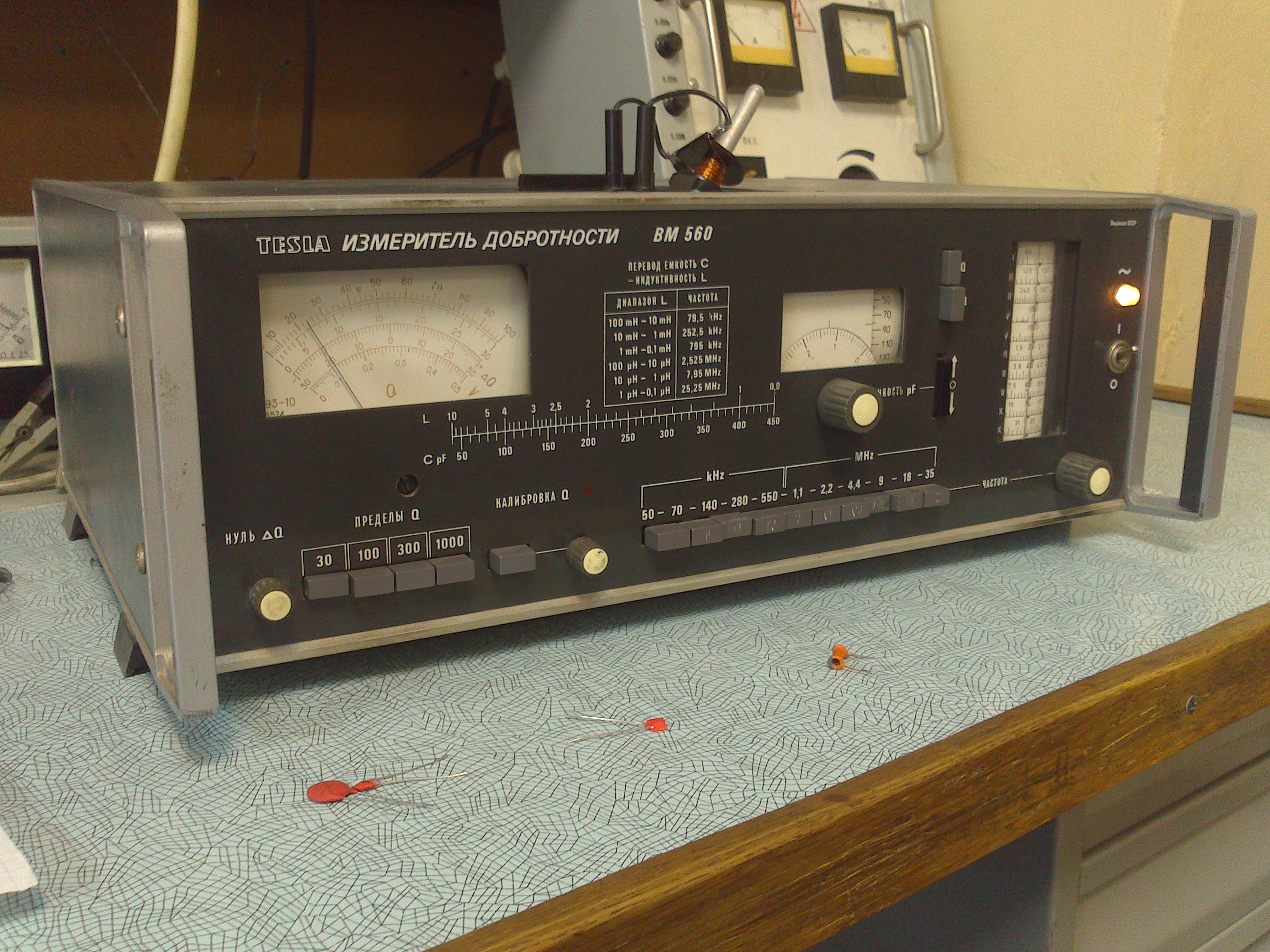
Вимірювач добротності Tesla ВМ 560.

Куметр (англ. Q-meter) — прилад для вимірювання добротності коливальних контурів та їх складових методом налаштування у резонанс.

## Принцип дії
Найпростіший куметр складається із коливального контуру, високочастотного генератора та двох вольтметрів, один з яких вимірює напругу на виході генератора, а інший — напругу у коливальному контурі і слугує індикатором налаштування у резонанс — збіг частоти власних коливань коливального контуру та частоти напруги на виході генератора. У момент резонансу добротність коливального контуру дорівнює відношенню напруг, які показують вольтметри.

## Застосування
Вимірювачі добротності застосовуються для вимірювання добротності і міжвиткової ємності котушок, ємності і тангенсу кута діелектричних втрат конденсаторів, добротності і власної резонансної частоти контурів, імпедансу, а також для дослідження властивостей діелектриків.

## Приклади деяких вимірювачів добротності
- Е4-10 — (1 ÷ 100) кГц
- Е4-11 — (30 ÷ 300) МГц
- Е9-4 — 50 кГц ÷ 40 МГц
- ВМ 560 — 50 кГц ÷ 35 МГц
- MQ-1601 — 15,5 кГц ÷ 50 МГц